# 830
Cette page concerne l'année 830  du calendrier julien. Pour l'année 830 av. J.-C., voir 830 av. J.-C.
L'année 830 est une année commune qui commence un samedi.

## Événements
- 20 mars :  le calife Al-Ma’mūn quitte Bagdad pour une expédition contre l'Empire byzantin[1].

- Printemps : Louis le Pieux tient une assemblée générale de l'Empire carolingien à Aix-la-Chapelle qui décide une expédition contre la Bretagne. L'empereur convoque ses fils avec leurs troupes à Rennes. Pépin et Louis le Germanique se révoltent contre leur père, et font converger leurs forces à Verberie. Louis le Pieux doit se déjuger à Compiègne. Judith de Bavière est cloîtrée, Hugues et Matfrid reprennent leurs droits. Bernard de Septimanie, tombé en disgrâce, s’enfuit à Barcelone[2].
- Mai : Lothaire arrive d'Italie. Il approuve l'attitude de ses frères et fait crever les yeux à Héribert. Une assemblée générale tenue à Compiègne lui assure le pouvoir et les trois frères se séparent pendant que l'empereur est retenu à Laon pendant l'été. Le partage de 817 sera respecté[2]..
- 16 juin : couronnement de Théodora, femme de l'empereur byzantin Théophile[3].
- Juin : le calife Al-Ma’mūn s'empare de quatre forteresses byzantines en Cappadoce (première mention du thème de Cappadoce)[3].
- Août : début du siège de Palerme en Sicile par les Aghlabides d’Ifriqiya (fin le 12 septembre 831)[4]. Ils reçoivent des renforts de deux armées venues d’Espagne et d’Afrique[5].
- 1er octobre : assemblée de Nimègue. Louis de Bavière se rallie à Louis le Pieux qui reprend le pouvoir après une réconciliation apparente avec ses fils. Exil de Hilduin et de Wala qui ont pris le parti des révoltés[6].

- Début du règne de Mojmír Ier, prince de Moravie (fin en 846). Il fonde le royaume de Grande-Moravie en 833[7].
- Naples s’allie aux Sarrasins contre le duc de Bénévent Sicon qui l'assiège[8].
- Résurgence du paganisme en Saxe[9].
- Le chef viking Turgesius s’établit à Armagh en Irlande[10].

- Le chrétien jacobite Abou Zakaria Mesué, dit Jean Mésué l’Ancien (Masawaiyh, v. 776-755), médecin de six califes successifs, rédige son De Re médica, une pharmacopé générale. Il a fondé dans sa maison de Bagdad un académie de médecine, et il est chargé de traduire en arabe des ouvrages scientifique grecs, syriaques et persans[11].

## Naissances en 830
- 27 septembre[12] : Ermentrude d'Orléans, descendante de Charles Martel, elle épousa Charles II le Chauve en 846.
- Carloman de Bavière, roi de Francie orientale  de 876 à 880
- Erchanger Ier duc de Souabe et comte palatin.
- Kōkō, empereur du Japon.

## Décès en 830
- Abu Zayd al-Ansari, philosophe et grammairien de l’école de Bassora.
- Heathured, évêque de Lindisfarne.